# David Faustino
Pour les articles homonymes, voir Faustino.
David Faustino est un acteur américain né le 3 mars 1974 à Los Angeles. Il est particulièrement connu pour son rôle de Bud Bundy (le fils de Al Bundy) dans la série Mariés, deux enfants; rôle qu'il a incarné pendant onze saisons.
Un spin off  "Bud" centré sur son personnage avait été évoqué sans que le projet aboutisse.[réf. nécessaire]

## Biographie

### Vie privée
Après un premier mariage en 2004 avec Andréa Elmer, il divorce en 2007.
Sa nouvelle compagne Lyndsay Bronson donne naissance à leur première fille Ava Marie le 13 novembre 2015.

## Filmographie

### Cinéma
- 1982 : I Ought to Be in Pictures : Martin
- 1983 : La Nuit des juges (The Star Chamber) : Tony Hardin
- 1994 : Men Lie
- 1996 : Kiss and Tell : Stripe-E, 'The Bird'
- 1998 : 12 Bucks : Cornfed
- 1998 : Lovers and Liars : Darrel
- 1999 : Dirt Merchant (en) : Sponge
- 1999 : Armés et Dangereux (The Heist) : Chuck
- 2000 : Get Your Stuff : Ron
- 2001 : MacArthur Park : Bobby
- 2001 : Killer Bud : Buzz Frawley
- 2001 : 10 Attitudes : Billy (Attitude #3)
- 2005 : High Hopes : Ben
- 2005 : Freezerburn : Paul the P.A.
- 2006 : Pucked : Carl
- 2006 : Puff, Puff, Pass : Steve
- 2016 : Saltwater: Atomic Shark : le pervers

### Télévision
- 1980 : Au nom de l'amour (Act of Love) (TV) : Joey
- 1980 : La Petite Maison dans la prairie (The House on the Prairie) (série télévisée) saison 7, épisode 5 (Le cri (The Silent Cry) ) : Josh
- 1981 : The Ordeal of Bill Carney (TV) : Eddie Carney
- 1982 : 40 Days for Danny (TV)
- 1982 : In the Custody of Strangers (TV) : David Caldwell
- 1983 : Summer Girl (TV) : Jason Shelburne
- 1983 : Shooting Stars (TV) : Patrick
- 1984 : Espionnes de charme (Velvet) (TV) : Billy Vandermeer
- 1985 : Love, Mary (TV) : Christopher
- 1986 : La Cinquième Dimension (The Twiligth Zone) (série télévisée) saison 2, épisode 27a (Le conteur (The storyletter) ) : Mica Frost
- 1986 : Fantômes pour rire (TV) : Corwin Davis
- 1987-1997: Married ... With Chidren (Mariés deux enfants) (TV): Bud Bundy
- 1987 : Bride of Boogedy (TV) : Corwin Davis
- 1991 : Perfect Harmony (TV) : Paul
- 1994 : Fatal Vows: The Alexandra O'Hara Story (TV) : Joey Pagan
- 1994 : Piège conjugale (TV) : Joey Pagan
- 1996 : Alien Nation: Millennium (TV)
- 1996 : Dead Man's Island (TV) : Haskell Prescott
- 2008 : The Boston Strangler: The Untold Story (téléfilm) : Albert DeSalvo
- 2013 : Modern Family (série télévisée) saison 4, épisode 16 (Tiré par les cheveux (Bad hair day)) : Tater
- 2017 : Bones (série télévisée) saison 12 : lui-même

### Séries TV
| Année | Série                            | Rôle                     | Saison(s) | Épisode(s)       |
| ----- | -------------------------------- | ------------------------ | --------- | ---------------- |
| 1980  | La Petite Maison dans la prairie | Josh                     | 07        | 04               |
| 1985  | Les Routes du paradis            | Robbie Down              | 01        | 14               |
| 1987  | Mariés, deux enfants             | Bud Bundy                | 01 à 11   | Tous             |
| 1986  | La Cinquième Dimension           | Mica Frost               | 02        | 27a              |
| 1990  | Parker Lewis ne perd jamais      | Bud Bundy                | 01        | 09               |
| 1998  | Jesse                            | Dwayne                   | 01        | 11               |
| 1999  | Nash Bridges                     | Simon                    | 05        | 19               |
| 2000  | FBI Family                       | Narrateur, Older Chancer | 01        | 16               |
| 2002  | X-Files : Aux frontières du réel | Michael Daley            | 09        | 18 (Irréfutable) |
| 2003  | The Help                         | Adam Ridgeway            | 01        | 1,2,4,6 & 7      |
| 2004  | Entourage                        | Lui-même                 | 01        | 02               |